# Pörtschach am Wörther See

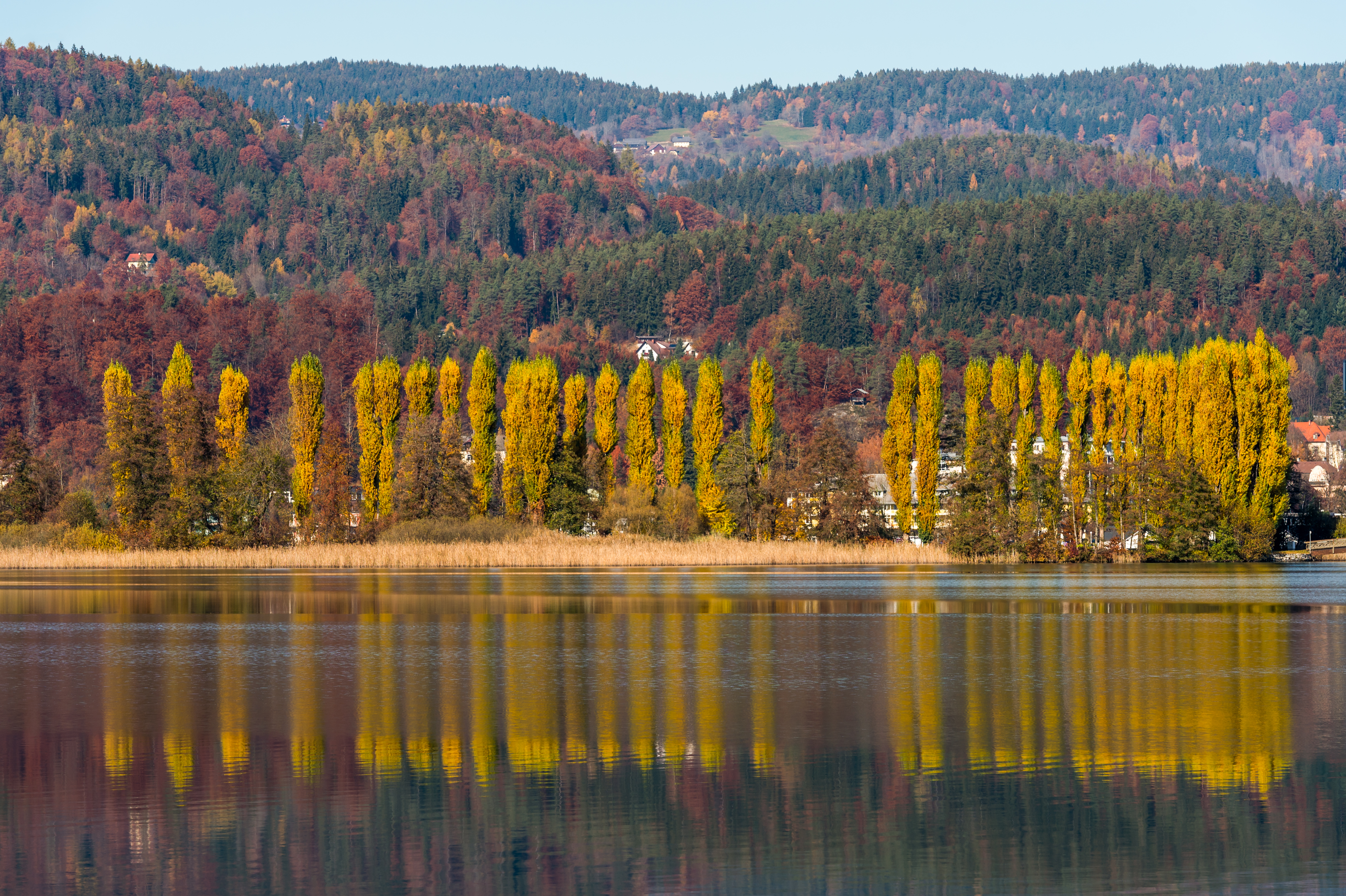
Popplar på Blumeninsel ("blommornas ö") i Pörtschach am Wörthersee.

Pörtschach am Wörther See (slovenska: Poreče ob Vrbskem jezeru) är en ort och kommun i distriktet Klagenfurt-Land i förbundslandet Kärnten i södra Österrike. Kommunen, som är belägen vid Wörthersee, har 2941 invånare (2024).